# Чемпионат России по современному пятиборью среди женщин 2019
XXVII Чемпионат России по современному пятиборью среди женщин проходил в Москве 1 июня 2019 года.
Соревнования прошли на базе «Северный». Медали разыгрывались в личном и командном первенстве. На старт вышла 21 спортсменка. Участницы соревнований представляли 6 регионов и городов России.
Главный судья соревнований — судья всероссийской категории Меньшиков Дмитрий Александрович. Главный секретарь — судья всероссийской категории Кротова Любовь Юрьевна.
Первое место заняла Аделина Ибатуллина, представлявшая два региона: Московскую область и Ямало-Ненецкий автономный округ. Второе и третье места заняли, соответственно, Ульяна Баташова и Гульназ Губайдуллина. Обе они также представляли Московскую область, которая в результате заняла первое место в командном зачёте.
Чемпионат России по эстафетам. Турнир проходил в городе  Самара с 5 по 8 сентября 2019г. Спортсмены соревновались в трех эстафетах: мужская (14 команд), женская (8 команд) и микс (14 команд).

### Личный зачет. Победитель и призёры
| Дисциплина        | Золото                                                                           | Серебро                                     | Бронза                                                                             |
| Личное первенство | Аделина Ибатуллина · Московская область · Ямало-Ненецкий автономный округ · 1381 | Ульяна Баташова · Московская область · 1364 | Гульназ Губайдуллина · Московская область · Ямало-Ненецкий автономный округ · 1322 |

### Результаты
| Место | Спортсмен            | Город, Республика                                    | Плавание    | Фехтование  | Конкур | Комбайн      | Сумма |
| 1.    | Аделина Ибатуллина   | Московская область · Ямало-Ненецкий автономный округ | 2.14.08/282 | 243/13V-7D  | 286    | 12.10,00/570 | 1381  |
| 2.    | Ульяна Баташова      | Московская область                                   | 2.12.91/285 | 224/11V-9D  | 289    | 12.14,00/566 | 1364  |
| 3.    | Гульназ Губайдуллина | Московская область · Ямало-Ненецкий автономный округ | 2.08.23/294 | 187/7V-13D  | 269    | 12.08,00/572 | 1322  |
| 4.    | Екатерина Хураськина | Москва- Нижегородская область                        | 2.27.50/255 | 225/11V-9D  | 277    | 12.19,00/561 | 1318  |
| 5.    | Светлана Лебедева    | Москва                                               | 2.11.56/287 | 259/15V-5D  | 281    | 13.40,00/480 | 1307  |
| 6.    | Людмила Тебекина     | Нижний Новгород                                      | 2.11.75/287 | 234/12V-8D  | 286    | 13.29.00/491 | 1298  |
| 7.    | Ксения Фральцова     | Москва                                               | 2.20.80/269 | 205/9V-11D  | 292    | 12.53.00/527 | 1293  |
| 8.    | Алисэ Фахрутдинова   | Москва- Нижний Новгород                              | 2.14.49/282 | 288/18V-2D  | 231    | 13.32.00/488 | 1289  |
| 9.    | Анастасия Петрова    | Санкт-Петербург                                      | 2.14.00/282 | 233/12V-8D  | 263    | 13.34.00/486 | 1264  |
| 10.   | Вероника Ефимова     | Москва                                               | 2.23.93/263 | 207/9V-11D  | 264    | 13.03.00/517 | 1251  |
| 11.   | Ирина Салтыкова      | Москва                                               | 2.15.90/279 | 189/7V-13D  | 258    | 13.10.00/510 | 1236  |
| 12.   | Анна Махинько        | Москва                                               | 2.18.71/273 | 169/5V-15D  | 269    | 13.04.00/516 | 1227  |
| 13.   | Виктория Новикова    | Москва                                               | 2.20.10/270 | 207/9V-11D  | 194    | 13.01.00/519 | 1189  |
| 14.   | Дарья Лопаткина      | Ростов-на-Дону                                       | 2.22.47/266 | 187/7V-13D  | 230    | 13.21.00/499 | 1182  |
| 15.   | Мария Хамппу         | Санкт-Петербург                                      | 2.14.29/282 | 232/12V-8D  | 215    | 14.14.00/446 | 1175  |
| 16.   | Анастасия Васильева  | Самарская область                                    | 3.06.72/178 | 189/7V-13D  | 259    | 14.22.00/438 | 1064  |
| 17.   | Полина Баршенцева    | Нижегородская область                                | 2.21.56/267 | 224/11V-9D  | 0      | 13.52.00/468 | 959   |
| 18.   | Анна Епифанова       | Московская область                                   | 2.18.74/279 | 162/4V-16D  | 0      | 13.45.00/475 | 910   |
| 19.   | Элизабет Родригес    | Москва                                               | 2.29.90/251 | 215/10V-10D | 0      | 14.33.00/427 | 893   |
| 20.   | Маргарита Шалышко    | Санкт-Петербург                                      | 2.40.00/222 | 178/6V-14D  | 0      | 14.56.00/404 | 808   |
| 21.   | Анастасия Чистякова  | Москва                                               | 2.22.66/265 | 232/12V-8D  | 286    | н/с          | 783   |

## Чемпионат России. Командный зачёт.

### Победитель и призёры
| Дисциплина           | Золото                                                                                                   | Серебро                                                                                          | Бронза                                                                        |
| Командное первенство | Московская область · Аделина Ибатуллина · Ульяна Баташова · Гульназ Губайдуллина · Анна Епифанова · 4067 | Москва · Алисэ Фахрутдинова · Екатерина Хураськина · Вероника Ефимова · Светлана Лебедева · 3914 | Санкт-Петербург · Мария Хамппу · Петрова Анастасия · Шалышко Маргарита · 3243 |

### Результаты
В командном первенстве полноценными составами выступали только три команды — Московской области, Москвы и Санкт-Петербурга. В команде Нижегородской области выступали две спортсменки, а в Ростовской области и Самаре только по одной спортсменке. В итоге победу одержала команда Московской области.
| Место | Команда               | Имя, Фамилия                                                               | Сумма очков |
| ----- | --------------------- | -------------------------------------------------------------------------- | ----------- |
| 1     | Московская область    | Аделина Ибатуллина Ульяна Баташова Гульназ Губайдуллина Анна Епифанова     | 4067        |
| 2     | Москва                | Алисэ Фахрутдинова Екатерина Хураськина Вероника Ефимова Светлана Лебедева | 3914        |
| 3     | Санкт-Петербург       | Мария Хамппу Петрова Анастасия Шалышко Маргарита                           | 3543        |
| 4     | Нижегородская область | Тебекина Людмила Баршенцева Полина Екатерина Долгих                        | 1298        |
| 5     | Ростовская область    | Лопаткина Дарья                                                            | 1182        |
| 6     | Самарская область     | Анастасия Васильева                                                        | 1064        |

## Чемпионат России - эстафеты.
Чемпионат России по эстафетам проходил в г. Самаре с 6 по 7 сентября 2019г. Медали разыгрывались в соревновании мужчин, женщин и смешанной эстафете(микст). 

### Женская эстафета. Победитель и призёры
На старт вышли 8 команд, представлявшие 6 регионов Российской Федерации.
| Дисциплина         | Золото                                                        | Серебро                                                        | Бронза                                                          |
| Эстафета. Женщины. | Ростовская область-1 · Сергеева Юлия · Горецкая Марина · 1352 | Нижегородская область · Авдеева Анна · Тибекина Людмила · 1344 | Ростовская область-2 · Лопаткина Дарья · Сухинская Ирина · 1308 |

### Смешанная эстафета. Победитель и призёры
Последнее «золото» чемпионата России 2019 года завоевали подмосковные пятиборцы Анастасия Чистякова и Егор Громадский. Они стали лучшими в смешанной эстафете.
На старт вышли 14 команд, представлявшие 7 регионов Российской Федерации.
| Дисциплина           | Золото                                                              | Серебро                                                          | Бронза                                                      |
| Командное первенство | Московская область-1 · Анастасия Чистякова · Егор Громадский · 1479 | Нижегородская область-2 · Тибекина Людмила · Бобылев Иван · 1453 | Санкт-Петербург-1 · Анастасия Петрова · Аксенов Иван · 1413 |